# Частное гашение

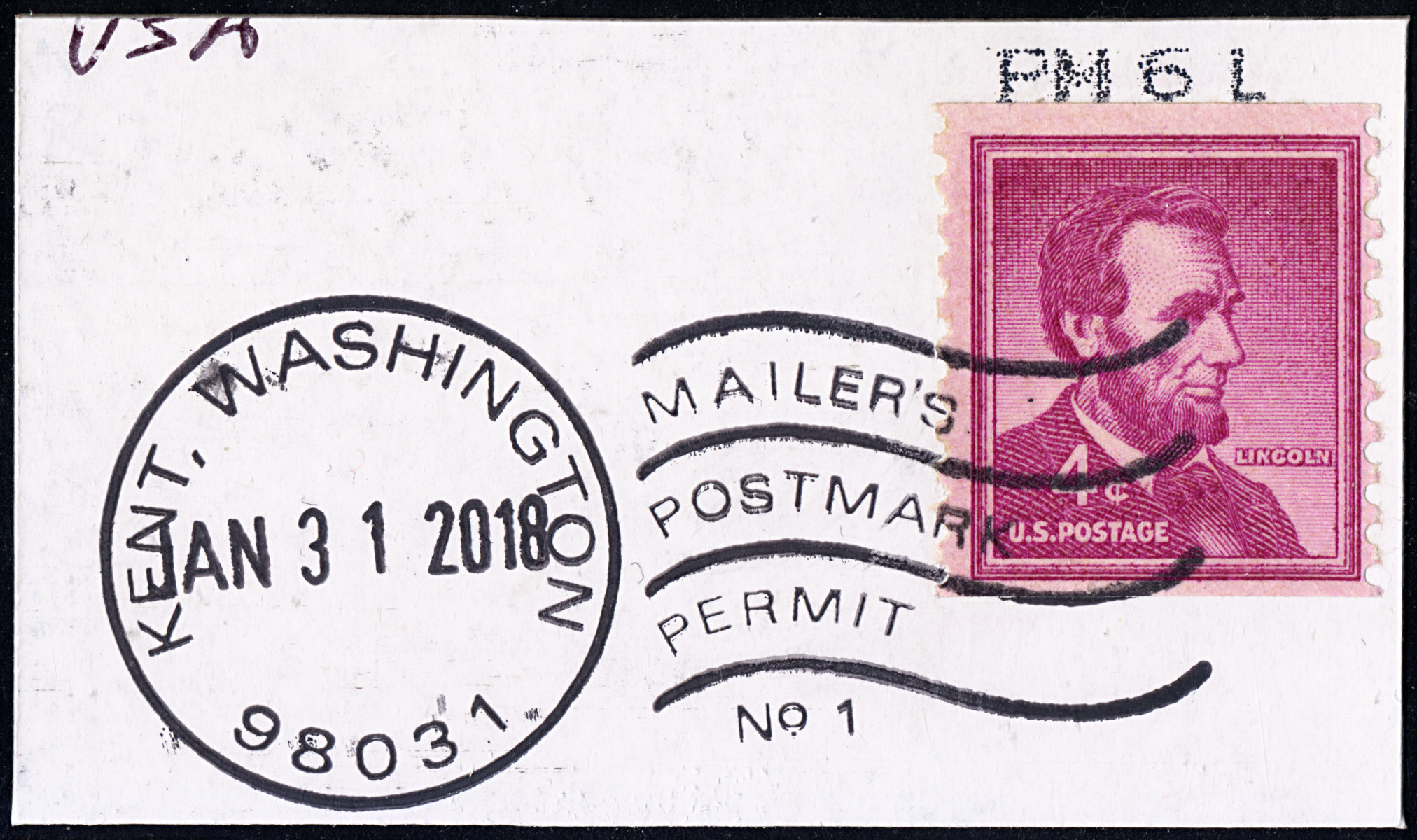
Частное гашение США, Кент (штат Вашингтон), 31 января 2018 г.

Частное гашение — гашение почтовых марок или, в некоторых случаях, нанесение оттисков художественных штампов, производимое не государством и не эмитентом почтовых марок.

## США
Частные почтовые штемпеля обычно используются вместе с частными франкотипами. Они также иногда используются для создания конвертов «первого дня» для персонализированных почтовых материалов США (которые официально считаются виньетками (англ. «meter labels») и, следовательно, не требуют гашения). Частные почтовые штемпеля часто ставятся местными почтами на выпускаемые ими марки (это часто также первый день выпуска).
Ещё одним видом частного гашения, применяемого на территории США, является разрешение на почтовый штемпель отправителя (англ. «Mailer’s Postmark Permit»), благодаря которому получившие такое разрешение лица могут гасить свои почтовые отправления при определенных условиях. В США они могут ставиться на почтовые отправления, доставляемые вне почты в соответствии с полномочиями, предоставляемыми законодательством о частной спешной доставке почты (private express statutes). Примером этого является частное гашение в Чикенсвилле (штат Мичиган), которое производится на почтовых отправлениях, доставляемых несмотря на отсутствие в Чикенсвилле почтового отделения.
Частные почтовые штемпеля также использовались в качестве оборотных штампов с указанием названия фирмы, отправившей почтовое отправление.

### Налогообложение в США
В США в случаях, когда время отправки имеет значение и при наличии на почтовом отправлении оттисков как частного, так и государственного гашения, преимущественную силу имеет государственное почтовое гашение. Частные почтовые штемпеля не считаются действительными и в некоторых других случаях.